# Tour de Pologne 2004

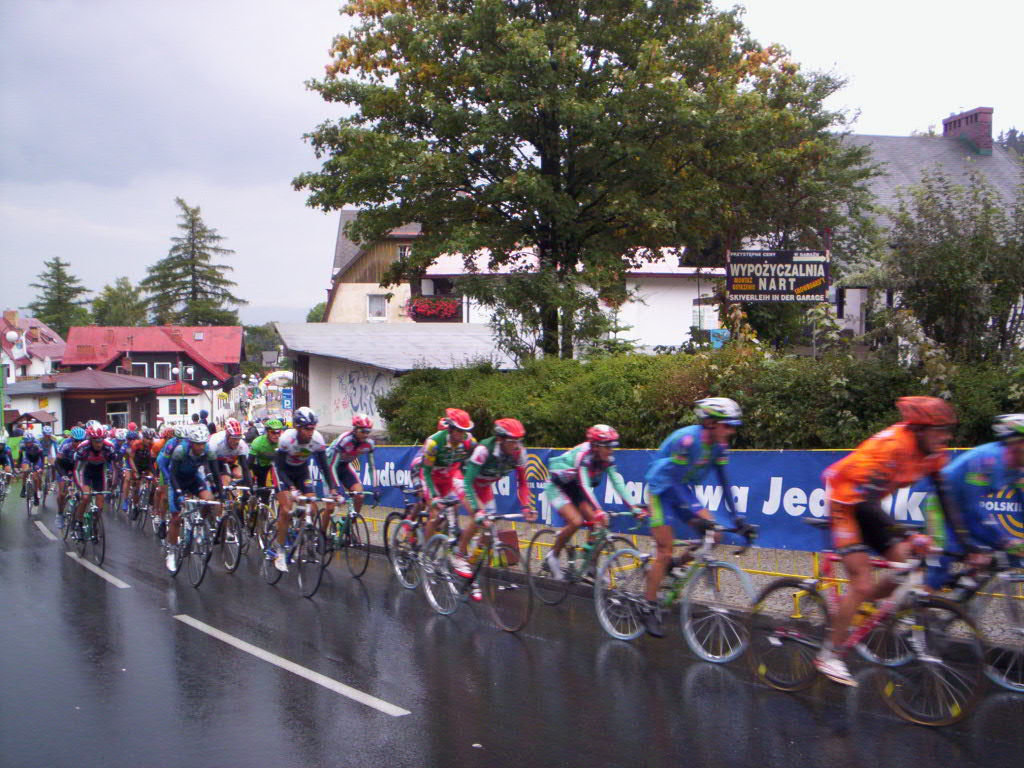
61. Tour de Pologne na ulicach Karpacza

61. edycja wyścigu kolarskiego Tour de Pologne odbyła się w dniach 6–13 września 2004 roku. Rywalizację rozpoczęło 148 kolarzy z 18 grup zawodowych (w tym 7 polskich), oraz reprezentacji młodzieżowej Polski. Ukończyło 75 kolarzy. Łączna długość wyścigu – 1264,5 km.
Pierwsze miejsce, po wygraniu finałowej jazdy na czas, zajął dobrze znany w Polsce Czech Ondřej Sosenka (Acqua & Sapone) powtarzając swój wyczyn z 2001 roku (wówczas w barwach polskiej ekipy CCC Mat). Nagrodą dla zwycięzcy było 27 tys. złotych brutto.
Wyścig był pierwszym od 1998 roku, w którym na podium nie stanął żaden Polak.
Była to ostatnia edycja wyścigu klasyfikowanego w kategorii 2.2. Od 2005 roku decyzją władz UCI Tour został włączony do kolarskiej elity – cyklu wielu imprez nazwanych Pro Tour.

## Etapy
| Etap      | Data        | Start – meta                | Długość (km)      | Typ         | Zwycięzca etapu   | Lider            |
| I etap    | 6 września  | Gdańsk – Gdynia             | 174,5             | płaski      | Fabio Baldato     | Fabio Baldato    |
| II etap   | 7 września  | Tczew – Olsztyn             | 227,5             | płaski      | Marcin Sapa       | Daniel Majewski  |
| III etap  | 8 września  | Ostróda – Bydgoszcz         | 204               | płaski      | Allan Davis       | Marcin Sapa      |
| IV etap   | 9 września  | Inowrocław – Kalisz         | 183               | płaski      | Fabio Baldato     | Marcin Sapa      |
| V etap    | 10 września | Oleśnica – Szklarska Poręba | 229               | pagórkowaty | Nocentini Rinaldo | Marcin Sapa      |
| VI etap   | 11 września | Piechowice – Karpacz        | 166,5             | górski      | Marek Rutkiewicz  | Marek Rutkiewicz |
| VII etap  | 12 września | Jelenia Góra – Karpacz      | 61                | górski      | Hugo Sabido       | Hugo Sabido      |
| VIII etap | 12 września | Jelenia Góra – Karpacz      | 19 (ind. na czas) | górski      | Ondřej Sosenka    | Ondřej Sosenka   |

## Końcowa klasyfikacja generalna

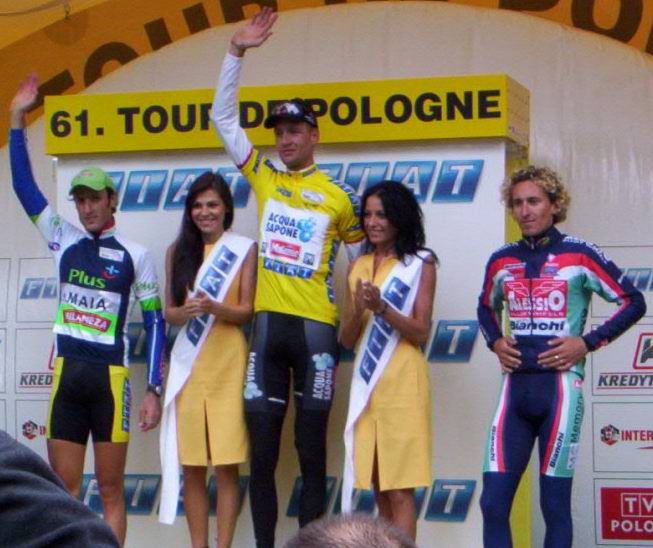
Pierwsza "trójka" wyścigu

| Poz. | Zawodnik          | Kraj       | Zespół                           | Czas (średnia km/h)   |
| ---- | ----------------- | ---------- | -------------------------------- | --------------------- |
| 1.   | Ondřej Sosenka    | Czechy     | Acqua & Sapone-Caffè Mokambo     | 29h 21' 38" (...km/h) |
| 2.   | Hugo Sabido       | Portugalia | Milaneza Maia                    | +0' 23"               |
| 3.   | Franco Pellizotti | Włochy     | Alessio-Bianchi                  | +0' 40"               |
| 4.   | Marek Rutkiewicz  | Polska     | Action ATI                       | +1' 01"               |
| 5.   | Allan Davis       | Australia  | Liberty Seguros                  | +1' 44"               |
| 6.   | Florent Brard     | Francja    | Chocolade Jacques Wincor-Nixdorf | +2' 22"               |
| 7.   | Tomasz Brożyna    | Polska     | Action ATI                       | +2' 44"               |
| 8.   | David Bernabeu    | Hiszpania  | Milaneza Maia                    | +3' 18"               |
| 9.   | Cezary Zamana     | Polska     | Chocolade Jacques Wincor-Nixdorf | +4' 17"               |
| 10.  | Rui Sousa         | Portugalia | Milaneza Maia                    | +5' 37"               |

## Inne klasyfikacje

### Klasyfikacja górska

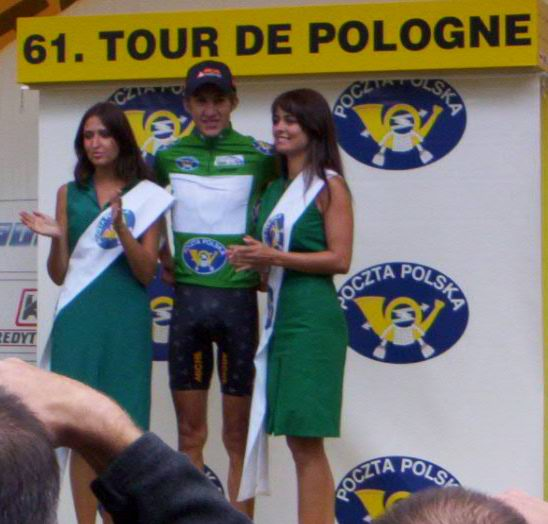
Przemysław Niemiec – lider klasyfikacji górskiej

| 1.  | Przemysław Niemiec  | Polska     | 45 P. |
| 2.  | Marek Rutkiewicz    | Polska     | 24 P. |
| 3.  | José Antonio López  | Hiszpania  | 18 P. |
| 4.  | Piotr Chmielewski   | Polska     | 15 P. |
| 5.  | Florent Brard       | Francja    | 14 P. |
| 6.  | Kazimierz Stafiej   | Polska     | 11 P. |
| 7.  | Jarosław Wełniak    | Polska     | 11 P. |
| 8.  | Aleksandr Kuszynski | Białoruś   | 8 P.  |
| 9.  | Rui Sousa           | Portugalia | 7 P.  |
| 10. | Adam Wadecki        | Polska     | 6 P.  |

### Klasyfikacja najaktywniejszych

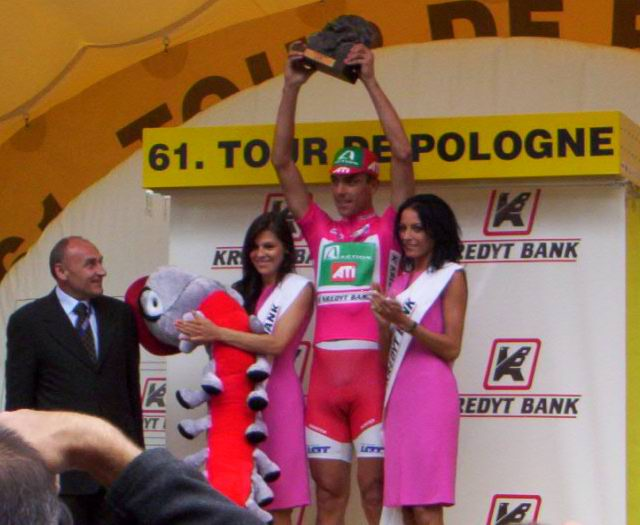
Bohdan Bondariew – najaktywniejszy kolarz

| 1.  | Bohdan Bondariew    | Ukraina   | 16 P. |
| 2.  | Marcin Sapa         | Polska    | 9 P.  |
| 3.  | Kazimierz Stafiej   | Polska    | 9 P.  |
| 4.  | Piotr Chmielewski   | Polska    | 6 P.  |
| 5.  | Przemysław Niemiec  | Polska    | 5 P.  |
| 6.  | José Antonio López  | Hiszpania | 4 P.  |
| 7.  | Adam Wadecki        | Polska    | 4 P.  |
| 8.  | Ondřej Sosenka      | Czechy    | 3 P.  |
| 9.  | José Iván Gutiérrez | Hiszpania | 3 P.  |
| 10. | Aleksandr Kuszynski | Białoruś  | 3 P.  |

### Klasyfikacja punktowa

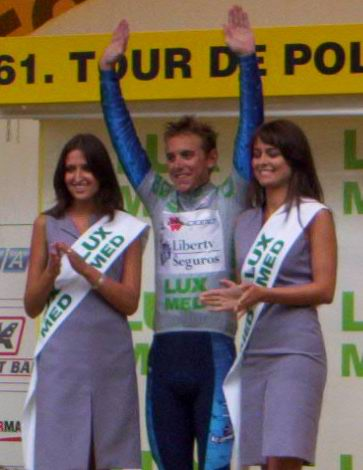
Allan Davis – lider klasyfikacji punktowej

(od 2005 roku koszulka granatowa)
| 1.  | Allan Davis        | Australia  | 138 P. |
| 2.  | Hugo Sabido        | Portugalia | 121 P. |
| 3.  | Franco Pellizotti  | Włochy     | 98 P.  |
| 4.  | Marek Rutkiewicz   | Polska     | 73 P.  |
| 5.  | Florent Brard      | Francja    | 59 P.  |
| 6.  | Ondřej Sosenka     | Czechy     | 53 P.  |
| 7.  | Marcin Lewandowski | Polska     | 47 P.  |
| 8.  | Sergio Marinangeli | Włochy     | 46 P.  |
| 9.  | Tomasz Brożyna     | Polska     | 45 P.  |
| 10. | Robert Radosz      | Polska     | 44 P.  |

### Klasyfikacja drużynowa

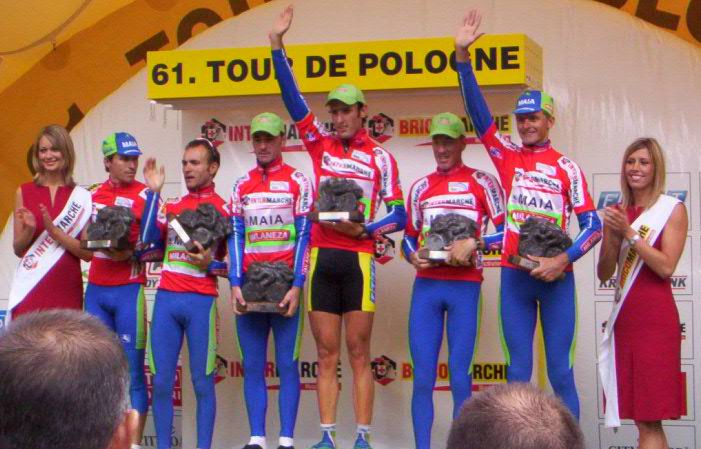
Milaneza Maia – najlepsza drużyna

| 1.  | Milaneza Maia                    | 88h 13' 16" |
| 2.  | Action ATI                       | +0h 05' 02" |
| 3.  | Chocolade Jacques Wincor-Nixdorf | +0h 07' 52" |
| 4.  | Hoop CCC Polsat                  | +0h 24' 32" |
| 5.  | Grupa PSB-Kreisel                | +0h 36' 10" |
| 6.  | Amore & Vita Beretta             | +0h 50' 05" |
| 7.  | Liberty Seguros                  | +0h 52' 35" |
| 8.  | Illes Balears-Banesto            | +1h 19' 12" |
| 9.  | Reprezentacja Młodzieżowa Polski | +1h 25' 22" |
| 10. | R.A.G.T. Semences MG Rover       | +1h 26' 15" |